# Lucio Russo
Lucio Russo (Venezia, 22 novembre 1944 – Bologna, 12 luglio 2025) è stato un fisico, matematico e storico della scienza italiano.

## Biografia
Russo ha studiato all'Università di Napoli dove si è laureato in fisica nel 1969. Incaricato dal 1973/74, docente dell'università di Modena dal 1978, divenne professore straordinario di Calcolo delle probabilità nel 1981. Dal 1984 al pensionamento ha tenuto l'insegnamento di Calcolo delle probabilità all'Università degli Studi di Roma Tor Vergata. Ha trascorso periodi di studio presso l'Institut des Hautes Études Scientifiques e presso la Princeton University.
I temi principali delle ricerche da lui condotte hanno riguardato: problemi di isomorfismo tra schemi di Bernoulli e processi di Markov; misure di Gibbs del modello di Ising; teoria della percolazione di Bernoulli; formulazione di una versione approssimata della classica legge zero-uno valida nel caso di sistemi finiti di variabili aleatorie; ricostruzione di immagini e riconoscimento automatico di forme.
Nell'ambito della storia della scienza ha condotto delle ricerche riguardanti la ricostruzione di alcune idee dell'astronomia di Ipparco attraverso l'analisi di testimonianze contenute in opere letterarie; la ricostruzione della prova dell'eliocentrismo attribuita da Plutarco a Seleuco di Seleucia; alcuni problemi di filologia euclidea (in particolare sulle definizioni del I libro degli Elementi e sul primo postulato dell'Ottica); la storia della teoria delle maree in epoca ellenistica e nella prima età moderna.
Un risultato che combina gli interessi storici e di storia della scienza con quelli probabilistici è consistito nell’elaborazione di un metodo probabilistico di datazione che, in un lavoro in collaborazione con Canio Benedetto e Stefano Isola, è stato applicato al caso della scienziata Ipazia, producendo interessanti risultati.

### La rivoluzione dimenticata
La rivoluzione dimenticata è un saggio del 1996 tradotto in inglese, tedesco, polacco e greco e finalista del premio Viareggio per la saggistica 1997.
In questo lavoro Russo ha svolto un'importante ricerca sul periodo ellenistico, considerato dall'autore come l'era in cui ha avuto inizio la scienza, intesa nel senso attuale del termine. Mostrando che lo sviluppo scientifico non è un processo ininterrotto di accumulazione di conoscenze, e citando come fonte circa 450 testi, l'autore documenta come tra il IV e il II secolo a.C. ci sia stata una scienza ben superiore a quella dei secoli immediatamente successivi, sino a quando, nel rinascimento ci fu una riscoperta degli autori classici e delle loro conoscenze, e notando che talvolta gli scienziati rinascimentali attribuivano a se stessi la determinazione di scoperte che in realtà appartenevano al periodo ellenistico.
Il saggio di Russo è incentrato particolarmente sulla matematica, ma, partendo da questa, Russo ricostruisce i risultati ottenuti anche nel campo dell'ottica, della scenografia, catottrica, geografia, meccanica, pneumatica, astronomia, tecnologia. Un capitolo a parte è dedicato alla tecnologia, così come alle scienze mediche. Infine l'autore tenta un'analisi delle cause del drammatico declino, attribuendolo principalmente alle conquiste dell'impero romano e accenna ad una descrizione del lento recupero successivo delle conoscenze. 
Nell'epilogo Russo si pone interrogativi sul futuro della scienza. Secondo l'autore si sta facendo sempre più spazio l'irrazionalismo; in particolare, l'abbandono nelle scuole del metodo dimostrativo fa sì che la conoscenza venga acquisita per il solo principio di autorità, assumendo contorni quasi magici perché non più in contatto con la realtà.
Una nuova edizione è stata pubblicata nel 2021.

#### Recensioni all'edizione in lingua inglese
(Michael Rowan-Robinson, "Praising Alexandrians to excess." Review of The Forgotten Revolution, Physics World, vol. 17, no. 4 (aprile 2004).)
È corretta questa visione dei fatti? In gran parte lo è, certo, ma non del tutto e certamente non la parte sulla legge di gravitazione. Eppure lo sforzo di portare alle sue conseguenze il "What if" è ben speso. Abbiamo accesso solo all'1-2% degli antichi testi di cui conosciamo i titoli, mentre gli altri sono persi, il che lascia a Russo abbastanza spazio per immaginare una scienza ellenistica molto più ampia e molto più moderna di quanto precedentemente immaginato."»
(Mott Greene, The birth of modern science? Review of The Forgotten Revolution, Nature, 430 (5 agosto 2004): 614.)
(Gary B. Magee, Review of The Forgotten Revolution, Economic Record, 80 (2004): 475-476.)
(Sandro Graffi, Review of La rivoluzione dimenticata, Notices Amer. Math. Soc., vol. 45, no. 5, maggio 1998.)

### Segmenti e bastoncini
Pubblicato nel 1998 poco dopo la riforma scolastica del ministro Luigi Berlinguer, il libro analizza l'evoluzione della scuola (in particolare italiana) negli ultimi anni, cercando di individuare i motivi strutturali che l'hanno determinata. La tesi principale è che ad essere responsabili del fenomeno di deconcettualizzazione e di impoverimento di contenuti dell'insegnamento siano da un lato la necessità sempre minore di competenze diffuse di alto livello, dall'altro l'esigenza di formare una classe sufficientemente ampia e vorace di consumatori, affinché il mercato e la sua logica non collassino.
Russo sostiene quindi che la scuola di oggi, proprio perché non ha più la funzione sociale di selezionare i migliori al fine di formare una classe dirigente, si stia appiattendo su livelli minimi. Una critica importante ad una politica scolastica che si adegua (nell'ottica dell'autore) a questi fenomeni senza cercare di arginarli è che essa non consente una scelta diversa, un'alternativa, garantendo così di fatto il diritto all'ignoranza (come afferma provocatoriamente Russo), ma non alla cultura.

### L'America dimenticata
L'America dimenticata si inserisce nella scia aperta dal corposo La rivoluzione dimenticata, vasta e coltissima valutazione della scienza ellenistica.»
(Carlo Rovelli, "L'America scoperta dagli antichi", Il Sole 24 Ore)
Lucio Russo è anche autore de L'America dimenticata. I rapporti tra le civiltà e un errore di Tolomeo, libro uscito nel maggio 2013 per i tipi di Mondadori, che ha avuto una seconda edizione nel novembre dello stesso anno, con una postfazione dell'autore contenente le obiezioni alla prima edizione e le risposte dell'autore.
Nel libro Lucio Russo unisce il rigore filologico alla statistica matematica, affrontando la questione controversa di quanto fosse nota nel mondo antico l'esistenza, oltre le Colonne d'Ercole, di quel continente che oggi chiamiamo America. Secondo Russo, Tolomeo utilizzava fonti da cui si dedurrebbe che si conoscessero le coordinate delle Piccole Antille, note come Isole Fortunate. Russo basa questa deduzione su una serie di calcoli statistici. Già nelle pagine di Tolomeo, però, queste conoscenze erano diventate imprecise, e Tolomeo che assume una misura della circonferenza della sfera terrestre molto più piccola di quella misurata da Eratostene (40 000 km, sorprendentemente esatta), per aggiustare i dati provenienti da fonti contraddittorie, fa coincidere le Isole Fortunate con le Canarie. Molto probabilmente, a scoprire dove si trovavano realmente le Isole Fortunate sarebbero stati i Cartaginesi, e cartaginese era "la probabile fonte di queste informazioni" di Tolomeo. Cartagine sarebbe stata plausibilmente in grado di compiere viaggi transoceanici.
Russo ipotizza che la principale responsabilità della scomparsa di queste informazioni sia stata dei romani, i quali non solo rasero al suolo Cartagine ma cancellarono in gran parte il suo patrimonio di conoscenze, distruggendo le sue biblioteche. L'unificazione romana del bacino del Mediterraneo di fatto avrebbe comportato un "crollo di civiltà". La stessa cultura ellenistica dopo l'inclusione del mondo creato da Alessandro Magno nella Repubblica e poi nell'Impero di Roma, non fu più la stessa.
Il libro nasce a seguito di un dialogo di Russo con Alessandro Barbero al Salone del Libro di Torino.

### Euclide: il I libro degli elementi(con E. Salciccia e G. Pirro)
L'edizione del I libro degli Elementi di Euclide curata da Russo, Salciccia e Pirro propone una nuova traduzione e un commento del testo greco, nonché un tentativo di ricostruzione del testo originale basata sull'analisi della struttura logica dell'opera. In particolare, vengono espunte (in quanto considerate interpolazioni posteriori) alcune definizioni, tra cui quella di punto e di retta, e la dimostrazione della proposizione usualmente detta "primo criterio di congruenza dei triangoli", sulla base del fatto che in essa non è utilizzato nessuno dei postulati. Seguendo la stessa logica, il contenuto dell'enunciato di tale proposizione viene aggiunto ai postulati. Secondo gli autori tale operazione fornisce un testo non solo più aderente all'originale, ma anche più utile a scopo didattico.

### Il tracollo culturale. La conquista romana del Mediterraneo (146-145 a.C.)
Pubblicato a inizio 2022, prosegue il lavoro cominciato con La rivoluzione dimenticata e proseguito con Flussi e riflussi e L'America dimenticata, documentando l'idea di crollo della civiltà greca ellenistica per mano di Roma, con conseguente crisi di scienza, filosofia, tecnologia, filologia e cultura in generale. A parere di Russo lo spartiacque che segna l'inizio della assoluta supremazia romana sul Mediterraneo non è il 30 a.C., anno di conquista dell'Egitto in seguito al suicidio di Marco Antonio e Cleopatra (considerata dallo studioso un'annessione puramente formale di uno stato completamente soggetto), bensì il biennio 146-145 a.C. teatro dei seguenti eventi:
- Distruzione definitiva di Cartagine, ultima potenza commerciale ancora autonoma dagli interessi romani, con conseguente annientamento e dispersione della cultura punica e istituzione della provincia d'Africa.
- Scioglimento della Lega Achea, distruzione e massacro di Corinto e istituzione della provincia d'Acaia, a cui si accompagna un saccheggio imponente di schiavi e beni artistici, fattori che portano ad un crollo demografico e sociale nella penisola ellenica, definitivamente soggetta.
- Assoggettamento di fatto dell'Egitto, caduto in mano all'inetto e sanguinario Tolomeo Fiscone, burattino nelle mani di Roma.
- Smembramento dell'Impero seleucide, che perde le terre ad est dell'Eufrate a causa delle guerre di successione, e la Giudea, liberata dai Maccabei su tutela romana.

Questi fatti portarono ad una totale destabilizzazione e ricomposizione degli equilibri mediterranei, a cui sarebbe seguita, secondo Russo, una gravissima regressione in tutti i campi del sapere. 
La filosofia, che aveva raggiunto vette mai viste prima, avrebbe avuto un decadimento progressivo, con le varie correnti che si sarebbero mescolate e semplificate, senza più spinte innovative. L'Accademia e il Peripato, in seno alle quali si era cominciato a criticare i fondatori Platone e Aristotele, tornarono sui loro passi; gli Stoici cominciarono a distaccarsi dai loro più autorevoli esponenti come Crisippo. Analogo decadimento ebbero il cinismo e l'epicureismo, assurti a stili di vita (epicureo a Roma aveva ormai il significato di gaudente). Si abbandonò il convenzionalismo linguistico e la ricerca, anche la filologia fu azzerata, mentre la retorica ebbe terreno fertile a Roma (epurata dalla logica e dalla grammatica, questa disciplina puntava ormai tutto sulla persuasione, facendo leva sui sentimenti).
Un'altra disciplina che sarebbe regredita enormemente fu la geografia in quanto scienza. Già Parmenide aveva dimostrato la sfericità della terra nel V secolo, e Eratostene, nel III secolo, oltre a calcolare l'esatta circonferenza terrestre, aveva introdotto i meridiani e i paralleli, che permettevano di individuare la posizione precisa di ogni punto della terra. Oltre a ciò, l'ampliamento degli orizzonti prodotto dalle spedizioni militari di Alessandro e navali di Pitea avevano ingrandito il mondo conosciuto: l'ammiraglio massaliota era infatti giunto fino alle coste groenlandesi; altre spedizioni puniche e greche avevano portato già dal VII secolo alla circumnavigazione del continente africano. Fra le numerosissime città e luoghi di cui sono date le coordinate si trova addirittura una città situata in Indonesia. Con il crollo successivo all'entrata nell'orbita di Roma si abbandonarono sia la cartografia scientifica sia l'utilizzo delle coordinate, fatto che si accompagnò al restringimento delle zone d'interesse della disciplina che, come teorizzato da Strabone, non doveva che interessarsi ai territori soggetti all'impero, senza curarsi di terre lontane che non avrebbero potuto in nessuna maniera arrecare né benefici né minacce. Al di fuori dell'ecumene, come possiamo vedere in Plinio, furono relegate genti mostruose e incredibili, cominciando a gettare oscurità sul mondo esterno. La tesi di Russo è che quindi gli orizzonti geografici dell'uomo greco del II secolo a.C. fossero assai più ampi di quelli di un romano imperiale, andando a comprendere Cina, Africa settentrionale e Indocina, arrivando addirittura (secondo Russo) all'Indonesia, all'Africa Subsahariana, alla Groenlandia e alle Antille (come si ricostruirebbe a partire dagli errori di Tolomeo).

## Opere
- La rivoluzione dimenticata, Milano, Feltrinelli, 1996. ISBN 88-07-10210-2 (ultima edizione 2021 ISBN 9788807895296).
- Segmenti e bastoncini, Milano, Feltrinelli, 1998. ISBN 88-07-47021-7 (nuova edizione, Milano, Feltrinelli, 2000. ISBN 88-07-81620-2)
- Flussi e riflussi: indagine sull'origine di una teoria scientifica, Milano. Feltrinelli, 2003. ISBN 88-07-10349-4
- La cultura componibile, dalla frammentazione alla disgregazione del sapere, Napoli, Liguori, 2008. ISBN 978-88-207-4281-2
- Archimede. Massimo genio dell'umanità, Castelnuovo Bormida (AL), Canguro, 2009 (dalla collana per ragazzi Iniziatori). ISBN 978-88-6471-020-4
- Ingegni minuti. Una storia della scienza in Italia, con Emanuela Santoni, Milano Feltrinelli, 2010. ISBN 978-88-07-10463-3
- L'America dimenticata. I rapporti tra le civiltà e un errore di Tolomeo, Milano, Mondadori, 2013. ISBN 978-88-6184-308-0 (seconda edizione con postfazione di obiezioni e risposte, Milano, Mondadori, novembre 2013. ISBN 978-88-6184-320-2)
- Stelle, atomi e velieri. Percorsi di storia della scienza, Milano, Mondadori, aprile 2015. ISBN 978-88-6184-357-8
- La bottega dello scienziato. Introduzione al metodo scientifico, con Alessandro Della Corte, Bologna, Il Mulino 2016. ISBN 978-88-1526-429-9
- Euclide: il I libro degli elementi, con Emanuela Salciccia, Giuseppina Pirro, Carocci Editore 2017. ISBN 978-88-4308-548-4
- Perché la cultura classica. La risposta di un non classicista, Mondadori 2018. ISBN 978-88-0468-715-3
- «Far-reaching Hellenistic geographical knowledge hidden in Ptolemy's data», Mathematics and Mechanics of Complex Systems, Vol. 6 (2018), n. 3, 181–200, DOI: 10.2140/memocs.2018.6.181.
- Archimede. Un grande scienziato antico, Carocci, 2019. ISBN 9788843098262
- Notre Culture Scientifique: Le Monde Antique En Heritage, Les Belles Lettres, 2020 ISBN 9782251912547
- Il tracollo culturale. La conquista romana del Mediterraneo: 146-145 a.C., Carocci Editore 2022. ISBN 9788829012220